# Hard to Beat
«Hard to Beat» —en español: «Difícil de superar»— es el tercer sencillo del grupo británico de indie rock Hard-Fi, desprendido de su álbum debut Stars of CCTV. A pesar de haber sido lanzado como tercer sencillo, se convirtió en el primero de la banda en ingresar en la lista de los diez más populares, alcanzando el puesto #9 en el Reino Unido, después de ser lanzado el 20 de junio de 2005. Con esta canción la banda ganó gran notoriedad en el Reino Unido.
En Estados Unidos, la canción fue lanzada como el segundo sencillo de Stars of CCTV el 18 de abril de 2006, después de «Cash Machine». Ganó una cierta relevancia en Estados Unidos entrando en la lista Modern Rock Tracks en el #39 un mes después del lanzamiento. Posteriormente alcanzó el puesto #34.

## Historia
Esta fue la canción favorita de la banda para tocar en vivo, ya que el cantante Richard Archer dijo: «Hard to Beat» fue una locura en este momento. Estuvimos ayer en Bristol y me preguntaba si mi voz iba a resistir, pero la multitud lo cantó por mí, así que todo va bien, pero es más divertido interpretarla probablemente junto con «Unnecessary Trouble», eso siempre es satisfactorio, y «Living for the Weekend» es el último número, por lo que es un momento único, pero después de anoche, «Hard To Beat».
Como Lado-B aparece la canción «Stronger», la cual fue realizada originalmente por la banda anterior de Richard Archer Contempo.
La pista ha permanecido en las listas por 23 semanas en 2 listas diferentes. Ingresó en el UK Singles Chart directamente en el #9, un lugar por debajo «Feel Good Inc» de Gorillaz y un lugar por encima «Just a Lil' Bit» de 50 Cent.

## Video musical
Se grabaron dos videos musicales: el primero, muestra a la banda actuando en un restaurante. Fue dirigido por Scott Lyon y el otro, creado para los Estados Unidos, fue dirigido y editado por George Vale con la ayuda de Merlin Bronques en algunos detalles.
El más difundido es el dirigido por Scott Lyon. Filmada el 20 de abril de 2005, en su mayor parte en la discoteca Cheekees en Staines, donde se muestra una fiesta. La discoteca Cheekees fue un lugar que varios miembros de la banda visitaban con frecuencia, pero una observación de Archer causó un disgusto menor con el dueño. En un artículo periodístico, Archer describió la discoteca como «como una boda mala», lo que ofendió al dueño. En defensa, Archer dijo: «Pero a todos les gusta una mala boda, así que no veo cuál es el problema, sino más bien un complemento».
Para el video dirigido por Scott Lyon, fue una oportunidad para que los aficionados participaran en el video como miembros de la multitud. Los interesados en asistir tenían que enviar una foto de ellos mismos.

## Uso en los medios
«Hard to Beat» fue utilizado por Sky Sports el tema central para su canal de pay-per-view, PremPlus.
La versión remezclada de «Hard to Beat» realizada por el DJ sueco Axwell fue muy popular, incluso a veces, más que la versión original, ya que ha ganado gran reconocimiento en las pistas de baile. Archer dijo: «Es extraño estar en una disco y que tu canción este siendo tocada. Lo que me gusta de las remezclas es que nos muestran cosas que podríamos haber puesto y nos permite pensar "Debemos intentar hacerlo así la próxima vez" nos ayuda a reflexionar. Luego de esta versión, Axwell y la banda forjaron una buena relación, ya que lo volvió a remezclar en el futuro y hasta lo invitó a Archer en una de sus producciones.
Durante una actuación en vivo de Cinderella on Musicool, que fue reelaborada en un ambiente moderno, la canción «Hard to Beat» apareció entre otras canciones como «Genie in a Bottle» de Christina Aguilera y «I Predict a Riot» de Kaiser Chiefs.
Un remix de «Hard to Beat» de London Elektricity encabezó el lanzamiento del LP «Weapons of Mass Creation 3» en abril de 2007.
La canción aparece en el juego de PlayStation 2, SingStar Rocks!.
Esta canción se usó con frecuencia durante las transmisiones mundiales de los Juegos Olímpicos de Verano 2008, así como durante las transmisiones de la serie de 2005 Ashes, y en la English Super League.
Esta canción también se usó en The Footy Show de Nine Network en Australia, así como en la cobertura de Seven Network de 2009 V8 Supercars Nikon GP y la cobertura de la Nine Network de los Juegos Olímpicos de Invierno de 2010.

## Lista de canciones
Lanzamiento Original CD
1. «Hard to Beat»
2. «Stronger»
3. «Seven Nation Army»
4. «Hard to Beat» (video)

### Relanzamiento
CD 1
1. «Hard to Beat»
2. «Tied Up Too Tight» (BBC Radio 1 Live Lounge)

CD 2
1. «Hard to Beat»
2. «Stronger»
3. «Hard to Beat» (video)
4. «Tied Up Too Tight» (video)
5. «Caught on CCTV» (video)

Sencillo vinilo de 7"
1. «Hard to Beat»
2. «Better Dub Better»

Sencillo vinilo de 12"
1. «Hard to Beat» (versión del álbum)
2. «Hard to Beat» (Axwell Mix)

Vinilo Set Promocional 2×12"
1. «Hard to Beat» (Axwell Mix) – 7:38
2. «Hard to Beat» (Minotaur Shock Remix) – 5:28
3. «Hard to Beat» (Acoustic version) – 3:54
4. «Hard to Beat» (Ashley Beedle Remix) – 8:57
5. «Hard to Beat» (Hard to Beatmix) – 3:28
6. «Hard to Beat» (Álbum versión) – 4:13
7. «Hard to Beat» (Radio edit) – 3:22

## Posicionamiento en listas
«Hard to Beat» ha permanecido 18 semanas en el UK Singles Chart y 5 semanas en la lista de Alemania. Entró en la lista de sencillos y de descarga del Reino Unido en la ubicación #9 respectivamente, el 28 de junio de 2005.
| Listas (2005)                       | Mejor posición |
| ----------------------------------- | -------------- |
| Alemania (German Singles Chart)     | 80             |
| Estados Unidos (Modern Rock Tracks) | 34             |
| Reino Unido (UK Singles Chart)      | 9              |